# Nina Chuba
Nina Chuba (née Nina Katrin Kaiser le 14 octobre 1998 à Wedel) est une chanteuse, rappeuse et actrice allemande.

## Parcours de vie

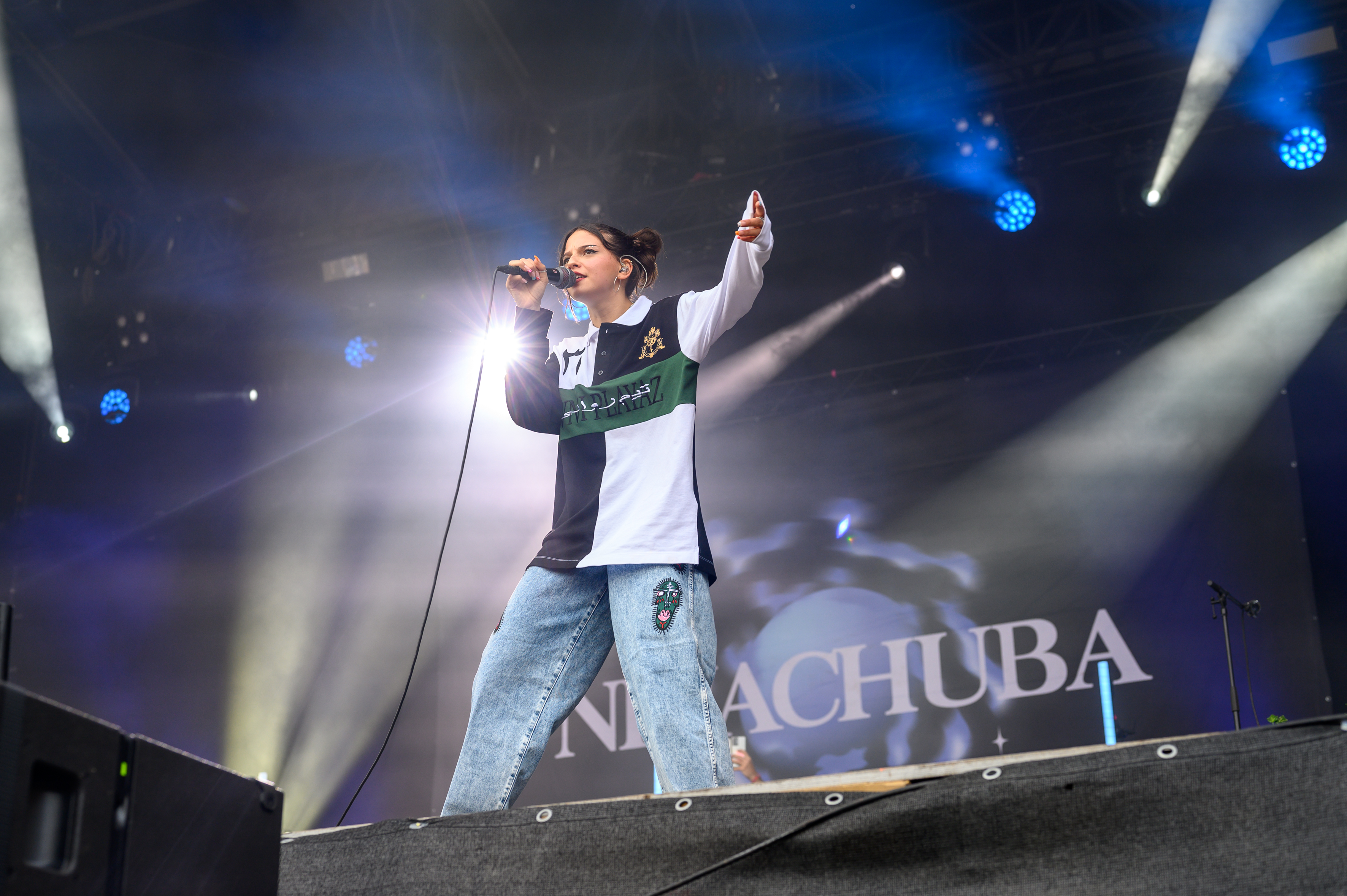
Nina Chuba sur scène au Festival Lollapalooza 2022 à Berlin

Nina Chuba a grandi à Wedel, dans le Schleswig-Holstein, près de Hambourg. Enfant, elle s'intéressait entre autres à la gymnastique et au piano. Chuba est apparue pour la première fois devant la caméra à l'âge de sept ans dans le rôle principal (Marie Krogmann) de la série pour enfants Die Pfefferkörner . Dans le générique d'ouverture des épisodes, elle s'appelle Nina Flynn.
Dans les années qui ont suivi, Chuba a joué dans des séries et des films, telle que la série Notruf Hafenkante et le téléfilm Eine Hand  wäscht die andere. Elle a également joué le rôle principal dans d'autres projets tels que Das Traumschiff - Hawaii et Last Track Berlin.
À partir de 2016, elle est la chanteuse et compositrice du groupe BLIZZ, qui a été fondé à l'école de musique de Wedel. En avril 2018, elle sort son premier EP intitulé Something New. Fin 2018, Chuba quitte le groupe et s'installe à Berlin. Elle commence sa carrière solo en tant que chanteuse et compositrice sous le nom de scène Nina Chuba avec sa chanson My Time. Son premier EP : Power, sort en 2020. L'année suivante, elle sort son deuxième EP : Average . En octobre 2021, elle sort sa première chanson en allemand : Neben Mir. En juillet 2022, elle chante House-Hit Heavy Metal Love, du duo DJ et producteur Twocolors.
Le 12 août 2022, elle sort la chanson Wildberry Lillet, qui la place en numéro 1 dans le classement des singles allemands. En 2022, elle se produit au Deichbrand, au Reeperbahn Festival et au Lollapalooza. Le 24 Février 2023, Nina Chuba sort son premier album studio, Glas, composé de 18 titres. Les singles, sortis à partir de 2021, Neben mir, Alles Gleich, Femminello, Tracksuit Velours, Wildberry Lillet, Ich hate dich, Glatteis, Fieber et Mangos mit Chili figurent sur l'album.

## Filmographie

### Télévision
- 2008-2009 : Die Pfefferkörner (série télévisée, 28 épisodes)
- 2012 : Eine Hand wäscht die andere
- 2015 : Notruf Hafenkante - Stumme Angst (série télévisée)
- 2016 : Dr. Klein - Surprises (série télévisée)
- 2018 : Das Traumschiff - Hawaï (série télévisée)
- 2018 : Letzte Spur Berlin – Todesspiel (série télévisée)
- 2019 : Das Märchen von den zwölf Monaten
- 2019 : Sechs auf einen Streich (série télévisée, 1 épisode)
- 2020-2021: Bettys Diagnose (série télévisée, 13 épisodes)
- 2023 : Intimate.

### Cinéma
- 2011 : Arschkalt

## Prix

### Prix 1 Live Krone
- 2022 : dans la catégorie « Chant Hip-Hop/R&B » ( Wildberry Lillet )
- 2022 : dans la catégorie « Newcomer Act »

### Hiphop.de Awards
- 2022 : Meilleure nouvelle venue nationale